# Kronprinz Rudolfs letzte Liebe (1956)
Kronprinz Rudolfs letzte Liebe, alternativ Mayerling und Mayerling: Kronprinz Rudolfs letzte Liebe, ist ein österreichischer Historienfilm aus dem Jahr 1956.

## Handlung
Der Film beginnt mit der prunkvollen und feierlichen Beerdigung des Kronprinzen Rudolf im Jahr 1889. Der Rückblick auf sein Leben offenbart jedoch ein eisiges Klima am Kaiserhof. Der Kaiser lässt jeden Schritt des Kronprinzen überwachen, der sich wiederum von seiner Ehefrau Stephanie längst entfremdet hat. Rudolf scheut sich jedoch, zusammen mit Erzherzog Johann Salvator und den Ungarn seinen Vater zu stürzen.
Da macht Rudolfs Cousine Gräfin Larisch ihn mit der Tochter ihrer Freundin Helene von Vetsera, Mary von Vetsera, bekannt, und das naive junge Mädchen bringt noch einmal Leben in die erstarrte Welt des Kronprinzen. Er will sie heiraten, doch sein Gesuch an den Papst zur Auflösung seiner Ehe findet kein Gehör.
Rudolf verfällt in Depressionen und erkennt schließlich die Ausweglosigkeit seines Daseins. Begleitet von dem treuen Kutscher Bratfisch und seiner Geliebten, die sich bereit erklärt, ihm überallhin zu folgen, begibt er sich nach Schloss Mayerling. Dort spielt Bratfisch dem schweigsamen Paar auf der Zither vor. Dann entfernt er sich, und die Verliebten gehen etwas später gemeinsam in den Tod.

## Weiteres
Der Film wurde vom 24. November 1955 bis zum 28. Jänner 1956 an Originalschauplätzen in Mayerling und Heiligenkreuz sowie in den Rosenhügel-Filmstudios gedreht. Kronprinz Rudolfs letzte Liebe verhalf der 17-jährigen Christiane Hörbiger zum Durchbruch. Sie hatte gerade das Studium am Max-Reinhardt-Seminar begonnen und auf Empfehlung von Kameramann Günther Anders die Rolle übernommen, obwohl es den Seminaristen verboten war, während des Studiums eine Rolle anzunehmen. Nach vier Wochen Unterricht wurde sie deshalb entlassen.
Das nahm sie in Kauf: „Ich hab mir gedacht, Filme drehen und mit dem Rudolf Prack Walzer tanzen, das ist der Beruf, so gehört's.“ Ihr Vater Attila Hörbiger hatte für die Rolle des Leibfiakers Bratfisch eigens das Zitherspiel erlernt. Lil Dagover spielte in diesem Film bereits zum zweiten Mal die Rolle der Kaiserin Elisabeth. Sie war schon 1931 im Film Elisabeth von Österreich in der Titelrolle zu sehen.
Uraufführung war am 28. Februar 1956 in Stuttgart, Universum.
Rudolf Prack, der den 30-jährigen Kronprinzen Rudolf mimte, war bei den Dreharbeiten bereits 50 Jahre alt und zudem drei Jahre älter als Erik Frey, der Rudolfs Vater, Kaiser Franz Joseph darstellte.

## Kritiken
- "In zurückhaltend-malerischem, um Stimmung bemühtem Stil inszeniert, aber schwach in der Motivierung. Kolportage in luxuriöser Verpackung." – Lexikon des internationalen Films[3]

- "(…) stilvoll inszeniert, Heimatromanze mit Goldrand." (Wertung: 2 von 4 möglichen Sternen = durchschnittlich) – Adolf Heinzlmeier und Berndt Schulz: 'Lexikon „Filme im Fernsehen“[4]

- "Gedämpfter Stil, aber unzulängliche, äußerliche Darstellung, die sich vor allem an das neugierig-erregte Mitgefühl des Zuschauers wendet. Kritiklose Zeichnung von Ehebruch und Selbstmord." – 6000  Filme, 1963[5]